# Antonio Scaduto
Antonio Massimiliano Scaduto (* 1. Dezember 1977 in Augusta) ist ein ehemaliger italienischer Kanute.

## Erfolge
Antonio Scaduto nahm zweimal an Olympischen Spielen teil. Bei den Olympischen Spielen 2000 in Sydney schied er im Einer-Kajak über 500 Meter im Halbfinale aus. Acht Jahre darauf trat Scaduto in Peking im Zweier-Kajak  mit Andrea Facchin in zwei Wettkämpfen an und erreichte mit ihm in beiden den Endlauf. Während sie über 500 Meter nicht über den neunten und letzten Platz hinaus kamen, sicherten sie sich über 1000 Meter die Bronzemedaille. Nach 3:14,750 Minuten überquerten sie als Dritte hinter den siegreichen Deutschen Martin Hollstein und Andreas Ihle sowie Kim Wraae Knudsen und René Holten Poulsen aus Dänemark die Ziellinie.
Eine weitere Bronzemedaille erhielt Scaduto bei den Weltmeisterschaften 2005 in Zagreb nach einem dritten Platz im Vierer-Kajak. Zwei Silbermedaillen und eine Bronzemedaille gewann er bei Mittelmeerspielen.
Nach seinem olympischen Medaillengewinn im Jahr 2008 wurde Scaduto für seine Erfolge im Kanusport das Ritterkreuz des Verdienstordens der Italienischen Republik verliehen.